# Wachendorfia thyrsiflora
Wachendorfia thyrsiflora är en enhjärtbladig växtart som beskrevs av Johannes Burman. Wachendorfia thyrsiflora ingår i släktet Wachendorfia och familjen Haemodoraceae. IUCN kategoriserar arten globalt som otillräckligt studerad. Inga underarter finns listade.

## Bildgalleri

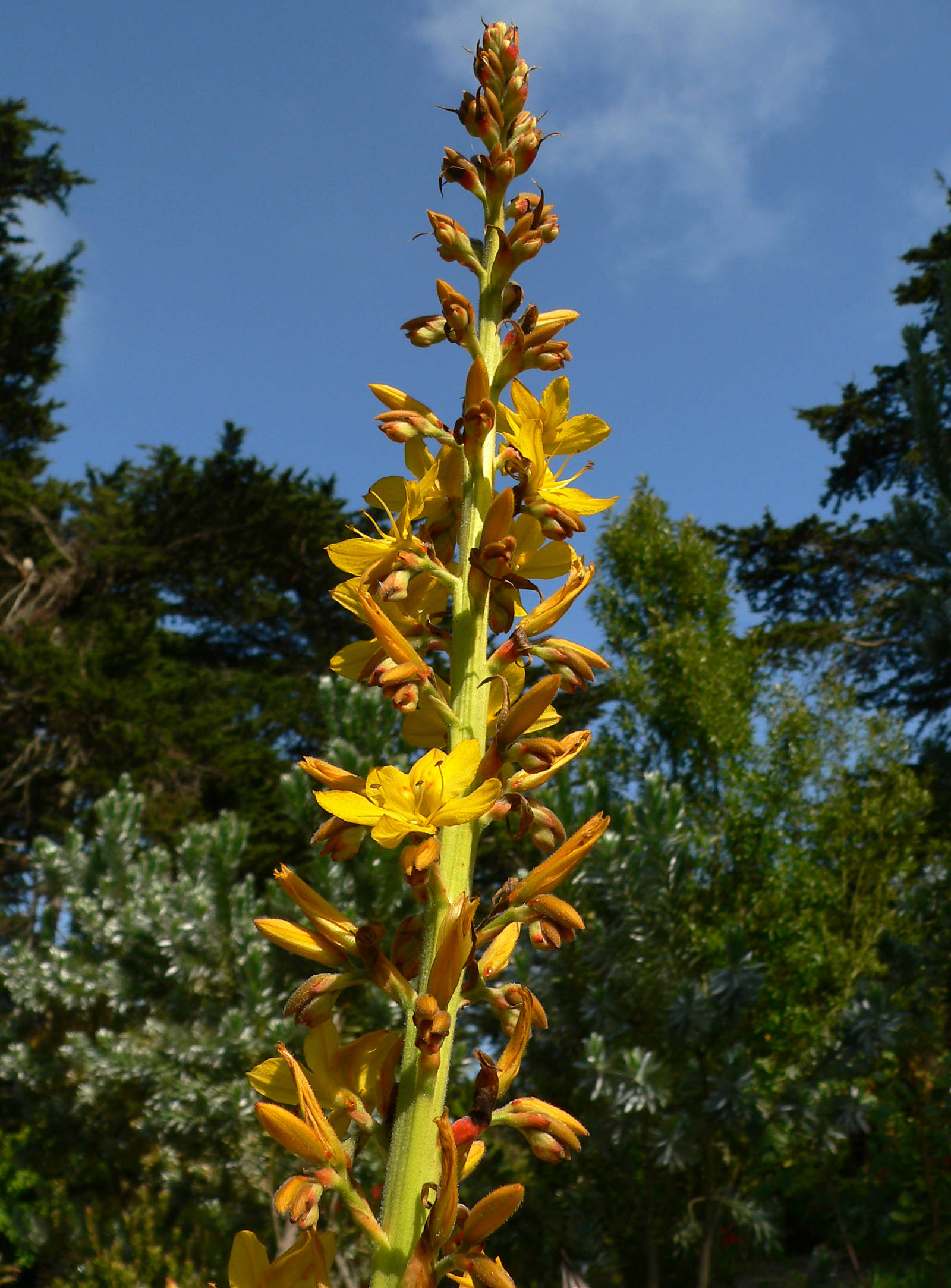
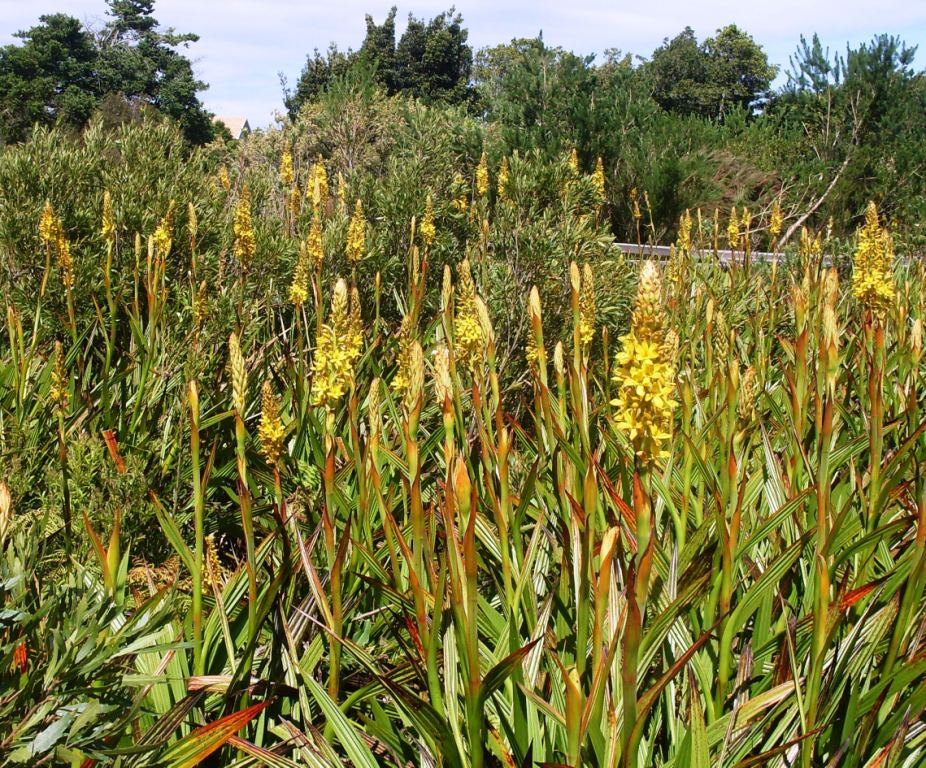
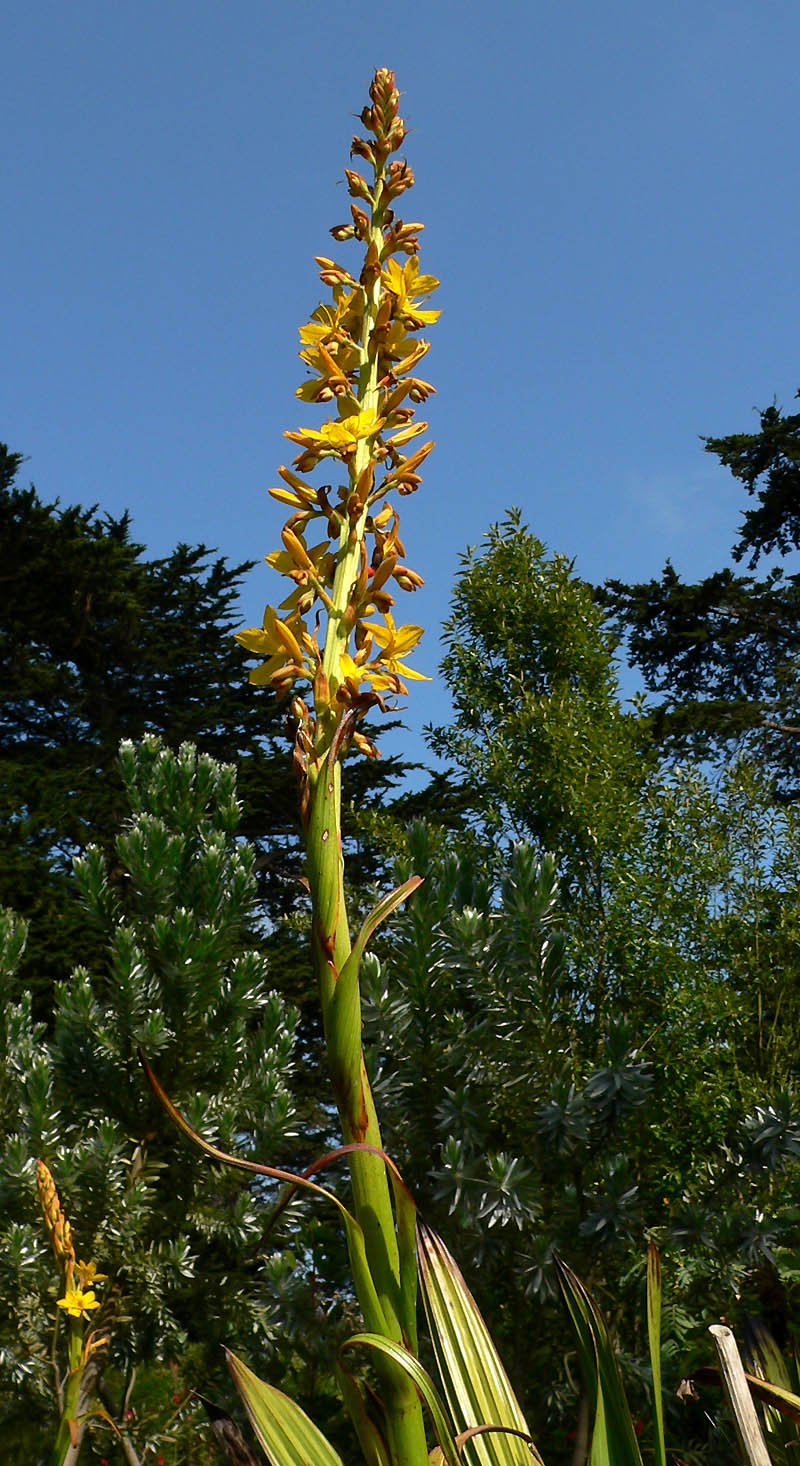
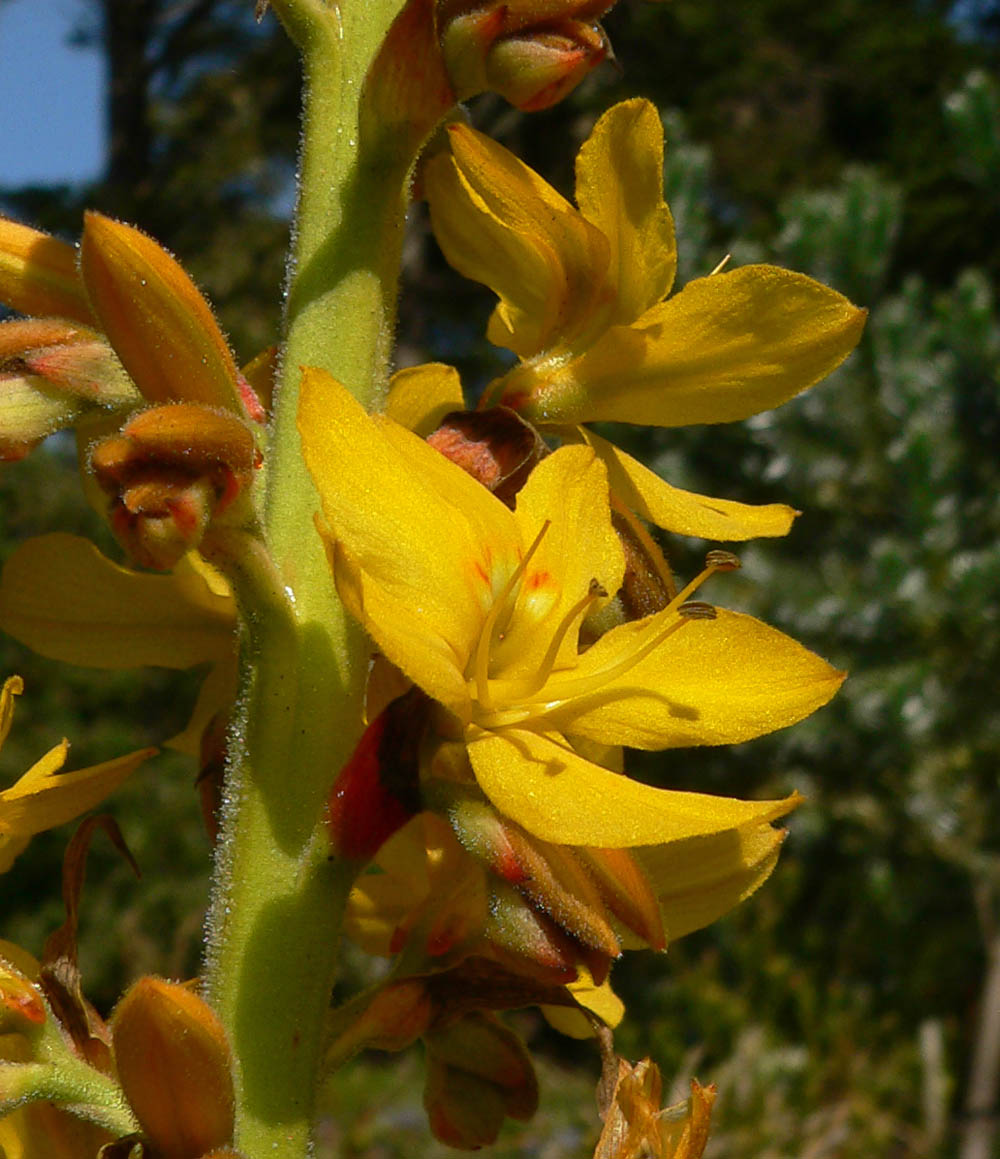